# José Cechin
José Cechin (Caxias do Sul, 1951) é um engenheiro, economista, político e empresário brasileiro.
Engenheiro eletrônico pelo Instituto Tecnológico de Aeronáutica (1970 - 1974), mestre em Engenharia Elétrica e Economia pela Unicamp e mestre em Economia pela Universidade de Cambridge (1982 - 1986).
Ingressou no serviço público em 1978, como técnico de planejamento e pesquisa do Instituto de Pesquisa Econômica Aplicada (Ipea), onde foi coordenador de Minas e Energia, entre 1987 e 1988. Deixou o Ipea para assumir a secretaria-adjunta de Planejamento Econômico da Presidência da República, onde permaneceu de 1988 a 1990, entre os governos  Sarney e Collor.
De março de 1990 a outubro de 1992, na transição entre os governos Collor e Itamar Franco, Cechin foi chefe-adjunto da assessoria econômica da Presidência da República.
De 1992 a 1993, assumiu a secretaria-adjunta do Tesouro Nacional, onde foi responsável pela coordenação das dívidas públicas interna e externa e pelo orçamento de operações de crédito. Ele também renegociou as dívidas do Tesouro para securitização.
Em seguida, assumiu a secretaria-adjunta de Política Econômica do Ministério da Fazenda, de 1993 a 1995 - entre os governos de Itamar Franco e Fernando Henrique Cardoso. Lá, participou da preparação do Plano Real e acompanhou as contas fiscais do governo. Também elaborou estudos preliminares sobre a privatização das empresas públicas de ferrovias, portos, energia elétrica e telecomunicações.
Atuou no Ministério da Previdência Social desde 1995, na função de secretário-executivo. Durante o governo Fernando Henrique Cardoso, assumiu a pasta interinamente, por duas vezes, antes de se tornar ministro da Previdência Social, permanecendo no cargo entre 8 de março de 2002 e 1º de janeiro de 2003. Foi responsável pela reforma da Previdência, que alterou a forma de cálculo da aposentadoria, pelo INSS, de todos os trabalhadores.
Foi conselheiro da Nossa Caixa Nosso Banco, do Banco da Amazônia e da Eletrosul. Foi membro da Academia Nacional de Seguros e Previdência (ANSP), do Instituto Fernand Braudel de Economia Mundial, do Conselho de Economia da Associação Comercial de São Paulo, do Conselho Empresarial de Saúde da Associação Comercial do Rio de Janeiro e do Conselho de Emprego e Relações do Trabalho da Fecomércio.
Foi também Diretor executivo da Federação Nacional de Saúde Suplementar, de 2010 a 2029.  Atualmente (2025) é superintendente executivo do Instituto de Estudos de Saúde Suplementar . 